# Vincent Laban
Vincent Fabién Laban Bounayre, meglio noto come Vincent Laban (in greco: Βίνσεντ Φαμπιάν Λαμπάν Μπουναίρ, Vinsent Fampian Lampan Mpounair; Pau, 9 settembre 1984), è un ex calciatore francese naturalizzato cipriota, di ruolo centrocampista.

## Palmarès

### Club

#### Competizioni nazionali
- Supercoppa di Cipro: 1

Anorthōsis: 2007
- Campionato cipriota: 1

Anorthōsis: 2007-2008
- Coppa di Romania: 1

Astra Giurgiu: 2013-2014
- Coppa di Cipro: 1

AEK Larnaca: 2017-2018